# Krogen

Krogen är en ö i Nynäshamns kommun, Torö socken mellan Krokskär och Ankarudden.
Ön hette tidigare Ulfskär men fick sitt namn efter en krog som fanns på ön, dokumenterad första gången 1691. Den brändes ned av ryska trupper 1719 men återuppbyggdes 1724 och drevs sedan fram till 1829. Under segelfartygens tid var området mellan Krogen och Läskär som är Torös sydligaste udde den viktigaste naturhamnen i Stockholms södra skärgård. Fartyg låg ofta här och väntade på islossning. Den är fortfarande populär som naturhamn för fritidsbåtar. En mängd fartygsvrak finns i området.